# 查蘇塔區
6°34′25″S 76°07′57″W / 6.5736°S 76.1324°W
查蘇塔區（西班牙語：Distrito de Chazuta），是秘魯的一個區，位於該國中北部聖馬丁大區的聖馬丁省，始建於1857年1月2日，面積966.4平方公里，海拔高度150米，2005年人口9,563，人口密度每平方公里9.9人。